# Tamaño de archivo
El tamaño de un archivo o fichero normalmente se mide en bytes, a veces con un prefijo. La cantidad real de espacio en disco consumida por el archivo depende del sistema de archivos y puede variar ligeramente dependiendo de la capacidad exacta del disco duro y el sistema de archivos utilizado.

## Tabla de conversión
| Kibibyte | KiB | 210 | 103  | 1 024                             | 1024 Bytes |
| Mebibyte | MiB | 220 | 106  | 1 048 576                         | 1024 KiB   |
| Gibibyte | GiB | 230 | 109  | 1 073 741 824                     | 1024 MiB   |
| Tebibyte | TiB | 240 | 1012 | 1 099 511 627 776                 | 1024 GiB   |
| Pebibyte | PiB | 250 | 1015 | 1 125 899 906 842 624             | 1024 TiB   |
| Exbibyte | EiB | 260 | 1018 | 1 152 921 504 606 846 976         | 1024 PiB   |
| Zebibyte | ZiB | 270 | 1021 | 1 180 591 620 717 411 303 424     | 1024 EiB   |
| Yobibyte | YiB | 280 | 1024 | 1 208 925 819 614 629 174 706 176 | 1024 ZiB   |